# Huang Shih-feng
Huang Shih-feng (* 2. März 1992 in Gangshan) ist ein taiwanischer Leichtathlet, der sich auf den Speerwurf spezialisiert hat und in dieser Disziplin 2015 Asienmeister wurde.

## Sportliche Laufbahn
Erste internationale Erfahrungen sammelte Huang Shih-feng bei den Jugendweltmeisterschaften 2009 in Brixen, bei denen er mit einer Weite von 74,00 m die Goldmedaille gewann. Im Jahr darauf gewann er bei den Juniorenasienmeisterschaften in Hanoi mit 72,43 m die Silbermedaille und qualifizierte sich für die Juniorenweltmeisterschaften in Moncton, bei denen er ohne einen gültigen Versuch in der Vorrunde ausschied. 2013 erreichte er bei der Sommer-Universiade in Kasan mit 72,84 m im Finale den 13. Platz und gewann anschließend bei den Ostasienspielen in Tianjin mit 82,11 m die Silbermedaille. Im Jahr darauf nahm er erstmals an den Asienspielen im südkoreanischen Incheon teil und belegte mit 74,65 m den neunten Platz. 2015 siegte er mit einem Wurf auf 79,74 m bei den Asienmeisterschaften in Wuhan und gewann bei den Studentenweltspielen in Gwangju mit 81,27 m die Silbermedaille hinter dem Esten Tanel Laanmäe. Zudem nahm er an den Weltmeisterschaften in Peking teil, bei denen er mit 75,72 m in der Qualifikation ausschied.
2016 nahm er an den Olympischen Spielen in Rio de Janeiro teil und schied auch dort mit 74,33 m in der Qualifikation aus. 2017 wurde er bei den Asienmeisterschaften in Bhubaneswar mit 81,27 m Vierter und gewann bei der Sommer-Universiade in Taipeh mit neuer Bestleistung von 86,64 m die Bronzemedaille hinter seinem Landsmann Cheng Chao-tsun und Andreas Hofmann aus Deutschland. 2018 nahm er erneut an den Asienspielen in Jakarta teil und belegte mit 73,86 m den neunten Platz. Im Jahr darauf erreichte er bei den Asienmeisterschaften in Doha mit 81,46 m den vierten Rang. 2021 nahm er erneut an den Olympischen Spielen in Tokio teil und verpasste dort mit 77,16 m den Finaleinzug. 2023 brachte er bei den Asienspielen in Hangzhou keinen gültigen Versuch zustande.
2022 wurde Huang taiwanischer Meister im Speerwurf.